# Ministerstwo Obrony Narodowej Republiki Litewskiej
Ministerstwo Obrony Narodowej Republiki Litewskiej (lit.: Lietuvos Respublikos Krasto apsaugos ministerija) – urząd administracji rządowej na Litwie podlegający ministrowi właściwemu do spraw obrony narodowej, powstały w 1990 roku.

## Obszary działania
1. Wdrażanie litewskiej polityki obronnej poprzez przygotowanie armii zdolnej do zapewnienia suwerenności Republiki Litewskiej i bezpieczeństwa jej obywateli,
2. przyczynianie się do polityki globalnej i regionalnej,
3. rozwój systemu obrony narodowej,
4. administrowanie działalnością instytucji wywiadowczych i kontrwywiadowczych,
5. zarządzanie personelem wojskowym i służbą wojskową,
6. budowanie współpracy między siłami zbrojmi, a instytucjami cywilnymi, Związkiem Strzelców Litewskich i innymi stowarzyszeniami i organami publicznymi bezpośrednio przyczyniającymi się do wzmocnienia obronności państwa[5].

## Lista ministrów
| #    | Imię i nazwisko       | Okres urzędowania       |
| ---- | --------------------- | ----------------------- |
| 1.   | Audrius Butkevičius   | 21.07.1992 – 21.09.1993 |
| 2.   | Linas Linkevičius     | 28.10.1993 – 12.04.1996 |
| 3.   | Česlovas Stankevičius | 12.04.1996 – 30.10.2000 |
| (2.) | Linas Linkevičius     | 30.10.2000 – 14.12.2004 |
| 4.   | Gediminas Kirkilas    | 14.12.2004 – 18.07.2006 |
| 5.   | Juozas Olekas         | 18.07.2006 – 09.12.2008 |
| 6.   | Rasa Juknevičienė     | 09.12.2008 – 13.12.2012 |
| (5.) | Juozas Olekas         | 13.12.2012 – 13.12.2016 |
| 7.   | Raimundas Karoblis    | 13.12.2016 – 11.12.2020 |
| 8.   | Arvydas Anušauskas    | 11.12.2020 - teraz      |